# Hydrozetes tobaicus
Hydrozetes tobaicus är en kvalsterart som beskrevs av Rainer Willmann 1931. Hydrozetes tobaicus ingår i släktet Hydrozetes och familjen Hydrozetidae. Inga underarter finns listade i Catalogue of Life.